# Pardi Norbert
Pardi Norbert (született 1981. február 19-én) magyar biokémikus kutató, aki az mRNS vakcinatechnológiához való hozzájárulásáról ismert. Jelenleg állandó kinevezéssel rendelkező docensként dolgozik a mikrobiológia területén a Perelman Orvostudományi Karon, a Pennsylvaniai Egyetemen. Pardi úttörő munkát végzett az mRNS-vakcinák fejlesztésében, beleértve az influenza elleni vakcinákat is. Hozzájárult az mRNS-vakcinák hatásmechanizmusának jobb megértéséhez is.

## Korai élet és oktatás
Pardi Norbert Kisújszálláson nőtt fel. Biokémiából és genetikából MSc és PhD fokozatot szerzett a Szegedi Tudományegyetemen, mielőtt 2011-ben az Egyesült Államokba költözött, hogy a Pennsylvaniai Egyetemen dolgozzon.

## Karrier
A Pennsylvaniai Egyetemen Pardi posztdoktori ösztöndíjasként kezdte tanulmányait. Tudományos munkája főként a nukleozid módosított mRNS in vivo célba juttatására összpontosított, mRNS-alapú terápiák és vakcinák fejlesztése céljából. A két mRNS-úttörő és Nobel-díjas, Karikó Katalin és Drew Weissman mentorálták, és számos kulcsfontosságú cikket publikáltak, amelyek hozzájárultak az mRNS-vakcinatechnológia fejlődéséhez. Miután 2019-ben kutatási adjunktus lett, Pardi 2021-ben adjunktus lett. Később, 2024-ben felajánlották neki a Pennsylvaniai Egyetem mikrobiológia docensi állását, amelyet jelenleg is betölt. Több mint 16 000 hivatkozással és 54-es h-indexszel rendelkezik.

## Díjak és szabadalmak
2017-ben posztdoktori hallgatói díjat kapott a Duke HIV/AIDS vakcina-immunológiai és immunogén-felfedezési központjától (CHAVI-ID).
Három évvel később, 2020-ban, Pardit kitüntették az Európai Klinikai Mikrobiológiai és Fertőző Betegségek Társaságának (ESCMID) 2020-as Fiatal Kutatói Díjával
2021-ben megkapta a Gábor Dénes Feltalálói Díjat. Ugyanebben az évben Pardi megkapta a rangos BIAL-díjat biomedicinában, mint a kitüntetett tudományos cikk vezető szerzője.
Pardi több mint 16 technológiai újítást talált fel, amelyek szabadalmaztatáshoz vezettek. Köztük a Zika vírus elleni immunválasz kiváltására szolgáló nukleozid-módosított RNS és a kiméra influenzavírus hemagglutinin mRNS-alapú vakcinák és felhasználásaik.